# والز-زیتسنهایم
شهر والز-زیتسنهایم (به آلمانی: Wals-Siezenheim) در استان سالزبورگ با جمعیت ۱۱٬۵۶۷ نفر در کشور اتریش واقع شده‌است.